# Patrimoniul Pădurilor Tropicale din Sumatra
Pădurea Tropicală din Sumatra a fost înscrisă ca loc al Patrimoniului Mondial UNESCO în 2004. Aceasta cuprinde trei parcuri naționale indoneziene de pe insula Sumatra: Gunung Leuser, Kerinci Seblat și Bukit Barisan Selatan. Locul a fost inclus conform Criteriilor vii - frumusețe naturală deosebită, ix - exemplu remarcabil reprezentând procese ecologice și biologice semnificative, și x - conține cele mai importante și semnificative habitate naturale pentru conservarea in-situ. Pădurea Tropicală din Sumatra a fost inclusă în lista celor periclitate în 2011 pentru a încerca eliminarea amenințărilor reprezentate de braconaj, exploatare forestieră ilegală, uzurpare agricolă și planuri de a construi drumuri prin pădure.

## Localizare și dimensiune
Pădurea Tropicală din Sumatra este formată din trei parcuri naționale: Gunung Leuser (8629,75 km2), Kerinci Seblat (13.753,5 km2) și Bukit Barisan Selatan (3568 km2). Suprafața totală a pădurii tropicale este de 25.000 km2. Pădurea Tropicală din Sumatra a fost aleasă pentru că, în primul rând, reprezintă un domeniu important al pădurilor de pe insula Sumatra, pentru biodiversitate de pădure de șes și de munte. Cândva de o suprafață mare, pădurea tropicală a fost redusă la petice izolate, în decurs de 50 de ani.
În al doilea rând, parcurile naționale care alcătuiesc patrimoniul sunt toate situate pe bine-cunoscuta creastă a Munților Bukit Barisan, cunoscută și sub numele de Anzi din Sumatra, care oferă vederi spectaculoase ale insulei. Munții din fiecare parc reprezintă fundaluri montane importante zonelor joase din Sumatra. Juxtapunerea Lacului Gunung Tujuh (cel mai mare lac din Asia de Sud-est), Vulcanului Kerinci, lacurilor mici vulcanice, de coastă și glaciare din zone naturale împădurite ilustrează frumusețea Pădurii Tropicale din Bukit Sumatra.
În cele din urmă, toate cele trei parcuri naționale au un habitat foarte variat și găzduiesc o biodiversitate impresionantă. În total, cele trei parcuri conțin 50% din totalul speciilor de plante din Sumatra. Cel puțin 92 de specii locale comune au fost recunoscute în Gunung Leuser. Nominalizarea conține populații de atât cea mai mare floare (Rafflesia arnoldi), cât și cea mai înaltă floare (Amorphophallus titan). Pentru aceste motive, Pădurea Tropicală din Sumatra a devenit în anul 2004 o parte din Lista Patrimoniului Mondial, când peste 25.000 km2 din pădurile tropicale au fost incluse în lista UNESCO.

## Geografie și climat
Gunung Leuser, situat în partea de nord a insulei, este de 150 km lungime, are peste 100 de km lățime și este în mare parte muntos. Aproximativ 40% din parc este abrupt, la peste 1.500 m altitudine. Numai 12% din parc, în jumătatea sudică, se află sub 600 de metri și pentru 25 de km se află de-a lungul coastei. Unsprezece vârfuri sunt de peste 2.700 m, iar cel mai înalt punct este Gunung Leuser, de 3.466 de metri. Zona din jurul Gunung Leuser este cunoscută drept Ecosistemul Leuser.
Kerinci Seblat, în centrul insulei, se extinde la 350 de km de-a lungul părții din spate a Bukit Barisan, o medie de 45 km lățime și 2.000 m deasupra nivelului mării. Jumătatea nordică are un lanț muntos de 800-1.500 m. Trei sferturi din parc este abrupt. Cel mai înalt punct, și cel mai înalt vulcan din Indonezia, este Muntele Kerinci, cu înălțimea de 3.805 m.
Bukit Barisan Selatan are, de asemenea, 350 km lungime și numai 45 km lățime, în medie. Cele două treimi din nord sunt stâncoase, cu o medie de 1.500 m altitudine, cu punctul cel mai înalt, Muntele Pulung, de 1.964 m. Jumătatea sudică este mai mică: 90 km reprezintă baza munților și are ieșire la mare pe jumătate din lungimea sa. Multe dintre râuri derivă în parcuri și există mai multe lacuri și izvoare termale.
Munții au parte pe tot parcursul anului de temperaturi înalte, cu foarte mici schimbări, umiditate ridicată și precipitații pentru 9 luni de zile în zonele mai umede și 7 luni în zonele mai uscate. Acest climat a încurajat speciația (formarea de noi specii) și o varietate ridicată de specii. Gunung Leuser primește 3000 mm de precipitații în nord și 4657 mm în câmpia din sud. Temperaturile medii se situează între 21 °C și 28 °C, iar umiditatea este întotdeauna peste 60%, mai ales la peste 1.700 m. În Kerinci Seblat, precipitațiile medii sunt de 2990 mm, gama de temperaturi este de 16–28 °C și umiditatea este întotdeauna mare (77-90%). În Bukit Barisan Selatan, vestul stâncos este umed, mai ales în perioada musonului din noiembrie-mai, cu precipitații de 3000–4000 mm. Partea de est este mai uscată, cu 2500–3000 mm de precipitații și o temperatură cuprinsă între 20° și 28 °C.

## Flora și fauna
Gunung Leuser este una din cele 18 regiuni indoneziene clasificate de către World Wide Fund for Nature (WWF) printre cele 200 ecoregiuni globale de importanță pentru conservarea biodiversității la nivel mondial. În anul 2000, au fost enumerate 174 mamifere, 3 fiind endemice și 21 fiind amenințate cu dispariția. Despre mamiferele mai mici se cunoaște foarte puțin. Peste 380 de specii de păsări sunt enumerate, 13 fiind endemice și 52 amenințate. Unele dintre cele mai importante specii sunt urangutanul, rinocerul de Sumatra și langurul cu coadă de porc (Simias concolor). Plante importante sunt Rafflesia arnoldi și Amorphophallus titan. Câteva specii de păsări importante sunt Cyornis ruckii și Asarcornis scutulata.
În Kerinci Seblat, sunt înregistrate 85 de specii de mamifere, 5 endemice și 23 amenințate, 370 de specii de păsări, 13 fiind endemice și 58 amenințate. Unele specii importante de mamifere sunt Neofelis diardi borneensis, tapirul asiatic și rinocerul de Sumatra. Populația de tigri de Sumatra din Kerinci Seblat este cea mai mare înregistrată, făcându-l unul dintre cele 12 cele mai importante locuri la nivel global pentru conservarea tigrilor. Câteva specii de păsări sunt Asacornis scutulata și Carpococcyx viridis. Câteva specii importante de plante sunt Hopea beccariana și Shorea ovalis ssp. seicea.
Bukit Barisan Selatan are înregistrate 98 de specii de mamifere, cu 1 endemică și 25 amenințate, 379 de specii de păsări, 7 fiind endemice și 58 amenințate, 59 de specii de reptile și amfibieni. Unele importante specii de mamifere sunt elefantul de Sumatra și broaște țestoase.